# Nirvana – A Classic Album Under Review – In Utero
Nirvana – A Classic Album Under Review – In Utero est un documentaire sur la conception de l'album musical In Utero (1993) du groupe Nirvana distribué en DVD par le label MVD le 21 novembre 2006. D'une durée de 70 minutes, il est produit par Thomas Walker et la narration est assurée par Tony Ponfret. Il est constitué d'extraits de chansons en live et en studio du groupe entrecoupés d'interviews exclusives de Chad Channing, Jack Endino, Charles R. Cross, biographe de Nirvana, Tracy Marander, ancienne petite amie de Kurt Cobain, etc.
Ce documentaire a obtenu des critiques allant généralement de mitigées, comme celle d'AllMusic et de Record Collector (en), à négatives, par exemple celle de PopMatters, alors que les critiques positives incluent celle de Blogcritics (en).